# Ton Kotter
Anthonius Julius Hendrikus Kotter (* 9. November 1906 in Aalten, Niederlande; † 21. April 1991) war ein niederländischer Komponist und Dirigent.
Mit 12 Jahren bekam er privaten Trompetenunterricht. Als er 14 Jahre jung war, erhielt er Violin- und Trompetenunterricht an der Musikschule in Nimwegen. Danach machte er erste private Studien in Musiktheorie und Komposition. In die Marinierskapel der Koninklijke Marine trat er mit 21 Jahren als Trompeter ein. An der Hochschule für Musik in Berlin studierte er Komposition und Orchesterdirektion bei Freidenberg. Nach dem Zweiten Weltkrieg war er Dirigent verschiedener Blasorchester, u. a. des Blasorchesters der Polizei Nimwegen. 1948 wurde er bei mehreren Orchestern in der Umgebung von Tilburg Dirigent, u. a. auch beim bekannten Blasorchester Sophia's Vereeniging, Loon op Zand, Niederlande und von 1950 bis 1965 von Andels Fanfare, Andel.
1965 nahm er eine Tätigkeit als Dozent am Konservatorium der Provinz Twente in Enschede für Blasorchesterdirektion auf.

## Werke

### Werke für Blasorchester (Auswahl)
- 1946 Hunter Mars
- 1946 Kingsway
- 1946 Seven up
- 1954 Feu Sacré
- 1955 Hops Marching Along
- 1960 Midway March
- 1964 Centenaire
- 1965 Walk over
- 1968 The Red Jackets
- 1970 Majorettenparade
- 1972 Floriade
- 1976 Ambiorix
- 1981 All In
- 1985 Concorde
- The Ambassador
- Nostalgie für Englischhorn und Blasorchester